# Sakura Kinoshita
Sakura Kinoshita (木下さくら Kinoshita Sakura?) es una mangaka de origen japonés, nacida en 8 de septiembre en la ciudad de Tokio, Japón, reconocida especialmente por su obra Matantei Loki Ragnarok en 1999.
Actualmente publica el manga Jagan Tantei Necro-san No Jikenbo en la revista Comic Blade, de la editora Mag Garden.

## Trabajos hechos
- Matantei Loki Ragnarok 12 Volúmenes-1999.
- Tactics 12 Volúmenes-2001.
- Jagan Tantei Necro-san No Jikenbo 2 Volúmenes-En proceso.